# Jeune Fille dans une vasque
Jeune Fille dans une vasque est un tableau réalisé par le peintre français Paul Delaroche en 1845 à Paris, après un long séjour de l'artiste en Italie. Cette huile sur toile représente une jeune femme nue allongée dans une vasque à côté d'une lyre, dans un jardin méditerranéen. Exécutée alors que l'artiste perd son épouse Louise Vernet, qui en est le modèle, l'œuvre demeure inachevée. Donnée par Jean Gigoux dans les années 1890, elle fait partie depuis lors des collections du musée des Beaux-Arts et d'Archéologie de Besançon, dans le Doubs.